# 소정 (연호)
소정(紹定, 1228년 ~ 1233년)은 남송 이종(理宗) 조윤(趙昀)의 두번째 연호이다. 6년 가량 사용하였다.

## 개원
- 보경(寶慶) 3년 11월 6일[1](율리우스력 1227년 12월 15일)에 연호를 소정(紹定)으로 정하고, 다음 해 1월 1일[2](율리우스력 1228년 2월 8일)에 개원함.[3][4][5]

- 소정(紹定) 6년 11월 6일[6](율리우스력 1233년 12월 8일)에 연호를 단평(端平)으로 정하고, 다음 해 1월 1일[7](율리우스력 1234년 1월 31일)에 개원함.[3][8][5]

## 연대 대조표
| 소정 | 서기 (西紀) | 간지 (干支) | 금나라 연호                              |
| 원년 | 1228년      | 무자 (戊子) | 정대(正大) 5년                           |
| 2년  | 1229년      | 기축 (己丑) | 정대 6년                                 |
| 3년  | 1230년      | 경인 (庚寅) | 정대 7년                                 |
| 4년  | 1231년      | 신묘 (辛卯) | 정대 8년                                 |
| 5년  | 1232년      | 임진 (壬辰) | 정대 9년 개흥(開興) 원년 천흥(天興) 원년 |
| 6년  | 1233년      | 계사 (癸巳) | 천흥 2년                                 |

## 동시대 연호

### 중국
금(金)
- 정대(正大) (1224년 ~ 1232년)
- 개흥(開興) (1232년)
- 천흥(天興) (1232년 ~ 1234년)

대리국(大理國)
- 인수(仁壽) (1227년 ~ 1238년)

동진(東眞)
- 대동(大同) (1224년 ~ 1233년)

기타
- 유삼(廖森) 중덕(重德) (1229년)

### 베트남
- 끼엔쭝(建中) (1225년 ~ 1232년)
- 티엔응찐빈(天應政平) (1232년 ~ 1251년)

### 일본
- 안테이(安貞) (1227년 ~ 1229년)
- 간키(寬喜) (1229년 ~ 1232년)
- 조에이(貞永) (1232년 ~ 1233년)
- 덴푸쿠(天福) (1233년 ~ 1234년)

## 같이 보기
- 중국의 연호 목록